# WS016SH
WS016SHはシャープが開発し、ウィルコム向けに供給されていたUltra-Mobile PC、PHS。通称WILLCOM D4（ウィルコム ディーフォー）。

## 概要
インテル Centrino Atom プロセッサを搭載した世界初のUMPCとなる。発売当初、Office Personal 2007が標準でプリインストールされていた。
重量が500g以下と他の軽量PCなどと比較しても最軽量の部類である。バッテリー容量も7.4V/960mAhと、少ない部類に入る。その対応策として、7.4V/2880mAhの交換用大容量バッテリーが発売されている。また、当製品の発売を記念して、期間中に新規契約・機種変更をしたユーザーに、大容量バッテリーパックをプレゼントするキャンペーンも企画され、2008年8月末まで行われた。
また、学生や教職員向けに、電子辞書機能を追加した上で、通常版と比べ価格を下げたアカデミックパックの発売が同年6月19日に発表された。
2008年9月4日には、Office Personal 2007をプリインストールしない代わりに大容量バッテリーを標準搭載したVer.Lが発売されたものの、シャープが2009年をもってPC(メビウスシリーズ)生産自体を打ち切ったことに伴い、本機種も在庫限りで販売終了となった。

## 発売延期
4月14日の発表当初は、6月中旬の発売予定だった。しかし、「最終的なチューニングに時間がかかっているため」として7月中旬に延期した。6月17日に改めて、予約開始日を7月4日、発売日を7月11日とした。

## 沿革
- 2008年4月14日 - 製品発表
- 2008年7月11日 - 発売
- 2008年7月25日 - アカデミック版発売
- 2008年9月4日 - Ver.L発売